# Брено (кантон)
Брено́ (фр. Brénod) — кантон во Франции, находится в регионе Рона-Альпы. Департамент кантона — Эн. Входит в состав округа Нантюа. Население кантона на 2006 год составляло 3576 человек.
Код кантона 0106. Всего в кантон Брено входят 12 коммун, из них главной коммуной является Брено.

## Коммуны кантона
- Брено — население 511 чел.
- Вьё-д’Изнав — население 651 чел.
- Ле-Петит-Абержман — население 141 чел.
- Утрья — население 285 чел.
- Лантене — население 257 чел.
- Изнав — население 151 чел.
- Отон — население 299 чел.
- Ле-Гранд-Абержеман — население 103 чел.
- Корсель — население 198 чел.
- Кондамин — население 362 чел.
- Шевийар — население 180 чел.
- Шандор — население 438 чел.

## Население
Население кантона на 2006 год составляло 3 576 человек.
| 1962  | 1968  | 1975  | 1982  | 1990  | 1999  | 2006  | 2007 |
| ----- | ----- | ----- | ----- | ----- | ----- | ----- | ---- |
| 2 634 | 2 971 | 2 661 | 2 873 | 3 105 | 3 241 | 3 576 | -    |